# Ceraphron quissetensis
Ceraphron quissetensis är en stekelart som beskrevs av Charles Thomas Brues 1906. Ceraphron quissetensis ingår i släktet Ceraphron och familjen pysslingsteklar. Inga underarter finns listade i Catalogue of Life.